# Hapalogenys nigripinnis
Hapalogenys nigripinnis és una espècie de peix pertanyent a la família dels hemúlids.

## Descripció
- Pot arribar a fer 40 cm de llargària màxima.
- 11 espines i 14-16 radis tous a l'aleta dorsal i 3 espines i 9-10 a l'anal.[6][7]

## Hàbitat
És un peix marí i d'aigua salabrosa, bentopelàgic i de clima temperat.

## Distribució geogràfica
Es troba al Pacífic nord-occidental: el sud del mar del Japó i el mar de la Xina Oriental.

## Observacions
És inofensiu per als humans.